# Scenariusz na miłość
Scenariusz na miłość (ang. The Rewrite) – amerykańska komedia romantyczna z 2014 roku w reżyserii Marca Lawrence’a z Hugh Grantem i Marisą Tomei w rolach głównych.

## Fabuła
Scenarzysta Keith Michaels (Hugh Grant), przed laty nagrodzony Oscarem, którego scenariusze są teraz notorycznie odrzucane przez wytwórnie filmowe w Hollywood, podejmuje pracę wykładowcy na uniwersytecie w małym miasteczku na Wschodnim Wybrzeżu, gdzie spotyka i zakochuje się w studentce Holly Carpenter (Marisa Tomei), samotnej matce pracującej na dwa etaty. 

## Obsada
- Hugh Grant – Keith Michaels
- Marisa Tomei – Holly Carpenter
- Bella Heathcote – Karen Gabney
- Allison Janney – profesor Mary Weldon
- J.K. Simmons – Dr. Hal Lerner
- Chris Elliott – Jim Harper
- Aja Naomi King – Rosa Tejeda
- Karen Pittman – Naomi Watkins
- Steven Kaplan – Clem Ronson
- Annie Q. – Sara Liu
- Caroline Aaron – Ellen
- Emily Morden –  Andrea Stein-Rosen
- Jason Antoon – Greg Nathan
- Damaris Lewis – Maya
- Andrew Keenan-Bolger – Billy Frazier

## Produkcja
Zdjęcia do filmu powstały w Binghamton oraz w Nowym Jorku.